# 南弗洛勒爾帕克 (紐約州)
南弗洛勒爾帕克（英語：South Floral Park）是位於美國紐約州拿騷縣的村。

## 人口
根據2020年美國人口普查的數據，南弗洛勒爾帕克的面積為0.25平方千米，皆為陸地。當地共有人口1741人，而人口密度為每平方千米6,964人。